# Johann Jacob Nöggerath
Johann Jacob Nöggerath (Bonn, 10 de octubre de 1788 - ibíd. 13 de septiembre de 1877) fue un naturalista, mineralogista y geólogo alemán. En 1814-1815 se convirtió en comisario de las minas de algunas de las provincias del Rin, y en 1818 fue profesor de mineralogía, siendo después profesor de geología, director del museo de historia natural de la Universidad de Bonn y jefe del departamento de minería en esa misma universidad. Obtuvo una excelente colección de minerales para el museo, fue un exitoso profesor, y logró una gran reputación entre los ingenieros mineros.
Murió en Bonn en 1877.

## Obra
Sus publicaciones más importantes son:
- Über aufrecht im Gebirgsgestein eingeschlossene fossile Baumstämme und andere Vegetabilien (1819-1821)
- Das Gebirge in Rheinland-Westphalen, nach mineralogischem und chemischem Bezuge (1822-1826) (4 vols.)
- Die Entstehung der Erde (1843)
- Der Laacher See und seine vulkanischen Umgebungen (1870)

## Honores

### Epónimos
Astronomía:
- El cráter lunar Nöggerath lleva este nombre en su memoria.[1]

Botánica:
- La planta carbonífera Noeggerathia, relacionada con Zamia y Cycadophyta, fue nombrada en su honor.
- La abreviatura «Noegg.» se emplea para indicar a Johann Jacob Nöggerath como autoridad en la descripción y clasificación científica de los vegetales.[2]

### Otras fuentes
- Este artículo incorpora texto de una publicación sin restricciones conocidas de derecho de autor:  Varios autores (1910-1911). «Encyclopædia Britannica».  En Chisholm, Hugh, ed. Encyclopædia Britannica. A Dictionary of Arts, Sciences, Literature, and General information (en inglés) (11.ª edición). Encyclopædia Britannica, Inc.; actualmente en dominio público.
- «Johann Jacob Noeggerath». Índice Internacional de Nombres de las Plantas (IPNI). Real Jardín Botánico de Kew, Herbario de la Universidad de Harvard y Herbario nacional Australiano (eds.).